# Рондинара (Ређо Емилија)
Рондинара је насеље у Италији у округу Ређо Емилија, региону Емилија-Ромања.
Према процени из 2011. у насељу је живело 105 становника. Насеље се налази на надморској висини од 148 м.